# べっぷ火の海まつり
べっぷ火の海まつり（べっぷひのうみまつり）は、大分県別府市で、毎年7月末の3日間に開催される祭りである。
別府市を代表する夏祭りであり、1977年（昭和52年）から1997年（平成9年）までは別府火の海まつりとして開催されたが、その後、名称が別府夏の宵まつりに変更された。しかし、2016年（平成28年）に19年ぶりに「火の海まつり」の名称を復活させてべっぷ火の海まつりとして開催されることになった。
別府駅前で開催される夕涼みワイワイ市では、駅前通りが歩行者天国となり、定番から多国籍料理までの様々な露店が出店する。また、駅前通りの北にある海門寺公園で開催されるべっぷ屋台村には、別府冷麺などの地元の名物料理をはじめとする専門店の屋台が出店し、カラオケ大会やダンスコンテスト等のイベントが行われる。
最終日には、的ヶ浜にあるスパビーチで納涼音頭大会や納涼花火大会が開催される。納涼花火大会は、大分合同新聞納涼花火シリーズの別府会場という位置づけで、2016年には約7千発の花火が打ち上げられた。
主催は、別府まつり振興会・別府夏の宵まつり実行委員会。共催は、別府市、別府市観光協会、別府商工会議所、別府市旅館ホテル組合連合会、大分合同新聞社、テレビ大分。